# Skeatia maculifrons
Skeatia maculifrons är en stekelart som beskrevs av Jonathan och Gupta 1973. Skeatia maculifrons ingår i släktet Skeatia och familjen brokparasitsteklar. Inga underarter finns listade i Catalogue of Life.